# Edoardo I d'Inghilterra
Edoardo Plantageneto (Westminster, 17 giugno 1239 – Burgh by Sands, 7 luglio 1307) fu re d'Inghilterra e duca d'Aquitania dal 1272 al 1307.
Figlio del re d'Inghilterra e duca d'Aquitania, Enrico III, e di Eleonora di Provenza, era noto come Gambelunghe (in inglese: Longshanks) e Martello degli Scoti (Hammer of the Scots), appellativo ottenuto per avere conquistato il Galles e combattuto la Scozia.

## Biografia

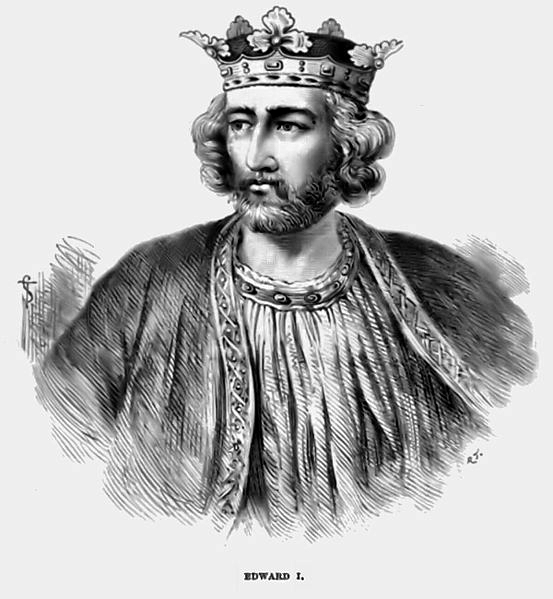
Edoardo I d'Inghilterra.

Edoardo nacque a Westminster il 17 o 18 giugno del 1239 e regnò per circa trentacinque anni, salendo sul trono d'Inghilterra il 21 novembre del 1272, dopo la morte del padre, re Enrico III.

### Gli anni giovanili e le Crociate
Dopo che suo padre Enrico III disconobbe nel 1264 gli statuti di Oxford e Simone V di Montfort stava preparando la guerra per risolvere le profonde divergenze tra baroni e casa reale, Edoardo si procurò il sostegno delle Marche gallesi. Dopo la vittoria, riportata nella battaglia di Lewes il 14 maggio 1264, Simone assunse il governo del regno e il 20 gennaio 1265 convocò il parlamento che decretò senza l'assenso del re.
Mentre Simone V si occupava del Galles, il principe Edoardo prese l'iniziativa e si impossessò di Gloucester; allora Simone chiese l'aiuto del figlio, Simone VI di Montfort, che si mise in marcia con le sue truppe, ma a Kenilworth, prima di ricongiungersi al padre, fu sconfitto da Edoardo, che il 4 agosto sconfisse e uccise Simone V nella battaglia di Evesham. Dopodiché la guerra continuò sino a che la rivolta, sconfitta, terminò, il che avvenne solo nel 1267. Ai baroni ribelli furono confiscate le proprietà, ma fu loro permesso di riacquistarle pagando in misura proporzionale alla gravità delle loro colpe, da determinarsi in giudizio, grazie al Dictum di Kenilworth.

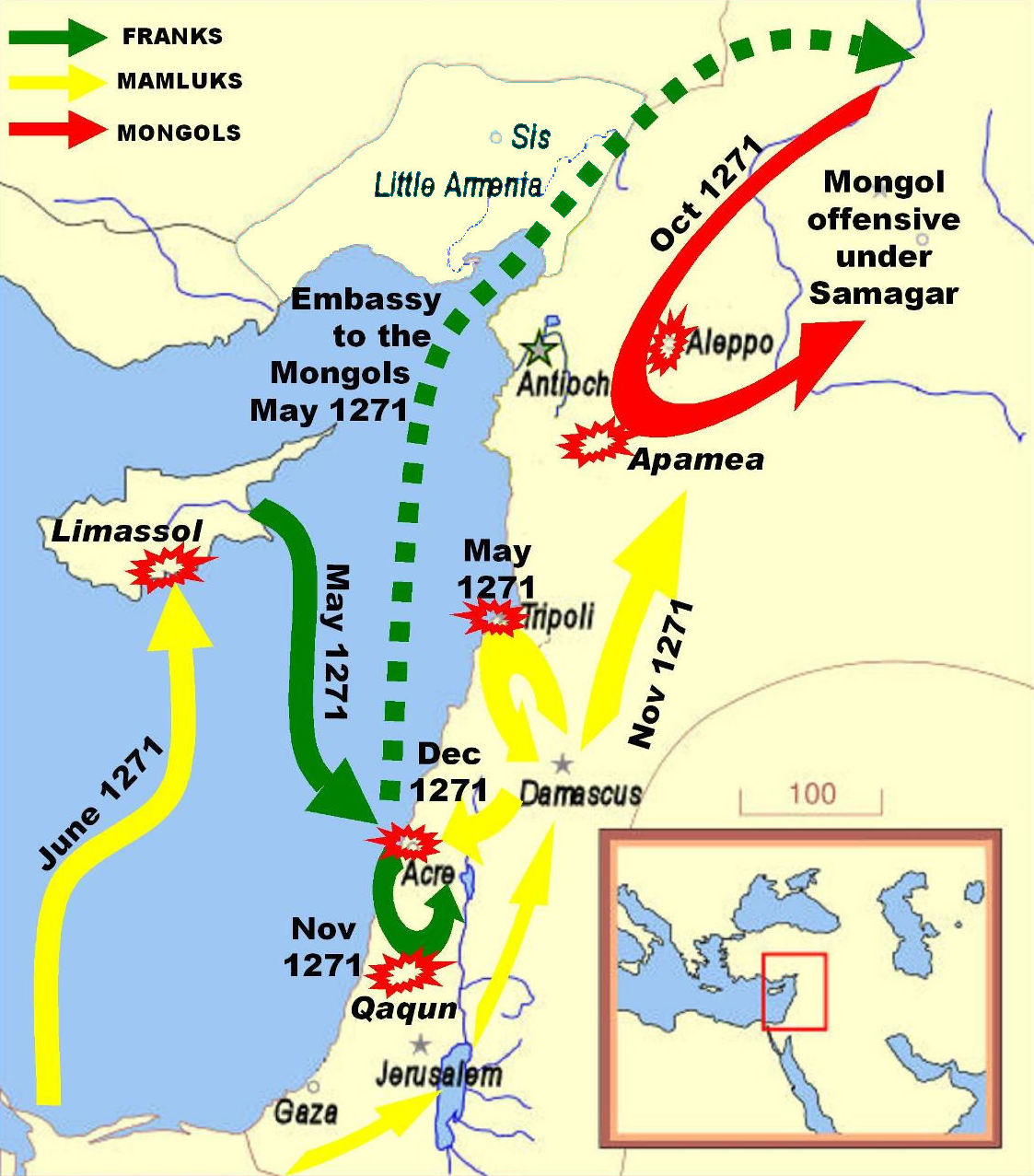
Operazioni di Edoardo I, durante la nona crociata.

Nel 1269 il cardinale Ottobono Fieschi, legato pontificio, giunse in Inghilterra e chiese al principe Edoardo e a suo fratello Edmondo di partecipare all'ottava crociata a fianco di Luigi IX di Francia.
Per finanziare la crociata, Edoardo dovette prendere in prestito una notevole somma di denaro da Luigi IX e dagli ebrei d'Inghilterra. Egli condusse una piccola forza in guerra: forse 230 cavalieri, molti dei quali erano amici e parenti.
L'obiettivo originale della crociata era quello di spezzare l'assedio posto alla fortezza cristiana di San Giovanni d'Acri, ma Luigi era stato deviato a Tunisi, dove morì di malattia prima dell'arrivo di Edoardo. La maggior parte dei francesi tornò a casa, ma un piccolo numero di loro si unì a Edoardo, che decise di partecipare alla nona crociata. Dopo una breve sosta a Cipro Edoardo arrivò ad Acri con tredici navi. Ad Acri Edoardo tentò abboccamenti con i Mongoli per creare un'alleanza contro il sultano mamelucco Baybars, ma le incursioni mongole in Palestina ebbero pochi risultati.
Nel 1271 Ugo III di Cipro arrivò con un contingente di cavalieri. Ciò imbaldanzì Edoardo, che fece una scorreria contro la città di Qaqun, (l'odierna Tulkarm, che si trova tra le città di Nablus e Netanya). Subito dopo stipulò una pace decennale con Baybars. Più o meno in questo stesso periodo Edoardo subì un tentativo di assassinio, mancato per poco. Edoardo lasciò la Terra santa alla volta dell'Inghilterra nel 1272.
In generale la crociata di Edoardo fu poco significativa e l'unico risultato ottenuto fu una tregua di dieci anni per la città di Acri. Tuttavia la partecipazione a questa spedizione accrebbe molto la sua fama. Secondo alcuni storici, nel costruire alcuni castelli nel Galles, come quello di Caernarfon, Edoardo si sarebbe ispirato a quelli incontrati durante la crociata.

### Re d'Inghilterra
Edoardo, che rientrava dalla Terra Santa, fu raggiunto dalla notizia della morte del padre, re Enrico III, avvenuta, il 16 novembre del 1272, a Londra, in Inghilterra; con lo stesso messaggio, una lettera, che portava i sigilli di sedici dei più grandi feudatari inglesi, gli si comunicava che i suoi vassalli gli avevano prestato giuramento di fedeltà nonostante la sua assenza (Edoardo era stato pienamente riconosciuto re d'Inghilterra, prima dell'incoronazione). Nel passare, durante il rientro in patria, presso Forlì, trovò questa città assalita da un esercito di bolognesi: Edoardo, dimostrando così le sue doti di re, tentò, con parziale successo, di rappacificare le due parti.
Rientrato in Inghilterra, Edoardo fu incoronato, il 19 agosto 1274.
Edoardo, come duca d'Aquitania, con il trattato di Amiens, del 1279, dal re di Francia Filippo III l'Ardito, ottenne la città d'Agen e la regione circostante e inoltre il riconoscimento alla moglie di Edoardo, Eleonora di Castiglia il diritto a succedere alla madre nella contea di Ponthieu.
Quando il re d'Aragona Pietro III morì, l'11 novembre 1285, gli succedettero i figli Alfonso in Aragona e Giacomo in Sicilia. Edoardo I e sua figlia Eleonora, moglie di Alfonso III, si adoperarono affinché il re di Napoli Carlo lo Zoppo, tenuto prigioniero in Aragona, fosse liberato. Un primo accordo, preso ad Oléron nel 1287, fu bocciato dal papa Niccolò IV; il 27 ottobre 1288 a Canfranc, nel nord dell'Aragona, fu trovato l'accordo e Carlo II venne liberato.

### Guerre contro i gallesi
Uno dei suoi primi successi fu la conquista del Principato del Galles. Edoardo si rifiutò di riconoscere la validità del Trattato di Montgomery, che, stipulato da suo padre nel 1267, aveva dato molti territori e il titolo di Principe di Galles a Llywelyn ap Gruffydd, che in cambio aveva però reso omaggio al sovrano inglese, riconoscendolo come signore.
Nel 1275 alcuni pirati pagati da Edoardo intercettarono una nave che trasportava Eleonora, unica figlia di Simone V di Montfort, la quale stava andando dalla Francia (dove la sua famiglia viveva in esilio) al Galles per sposarsi con Llywelyn. Il matrimonio era stato organizzato precedentemente, quando un'alleanza con Simon de Montfort era politicamente conveniente. Comunque Llywelyn voleva sposare la ragazza con l'intento di provocare Edoardo. Una volta avutala in suo possesso, il sovrano inglese la fece imprigionare nel castello di Windsor.
Dopo che Llywelyn ebbe ripetutamente rifiutato di rendere omaggio a Edoardo nel 1274–1275, Edoardo marciò con un'armata contro il principe gallese nel 1276-1277. Llywelyn, dopo questa campagna, dovette rendere omaggio al re inglese e cedere alcuni territori. Edoardo gli permise di mantenere il titolo di Principe del Galles e di sposare Eleonora.

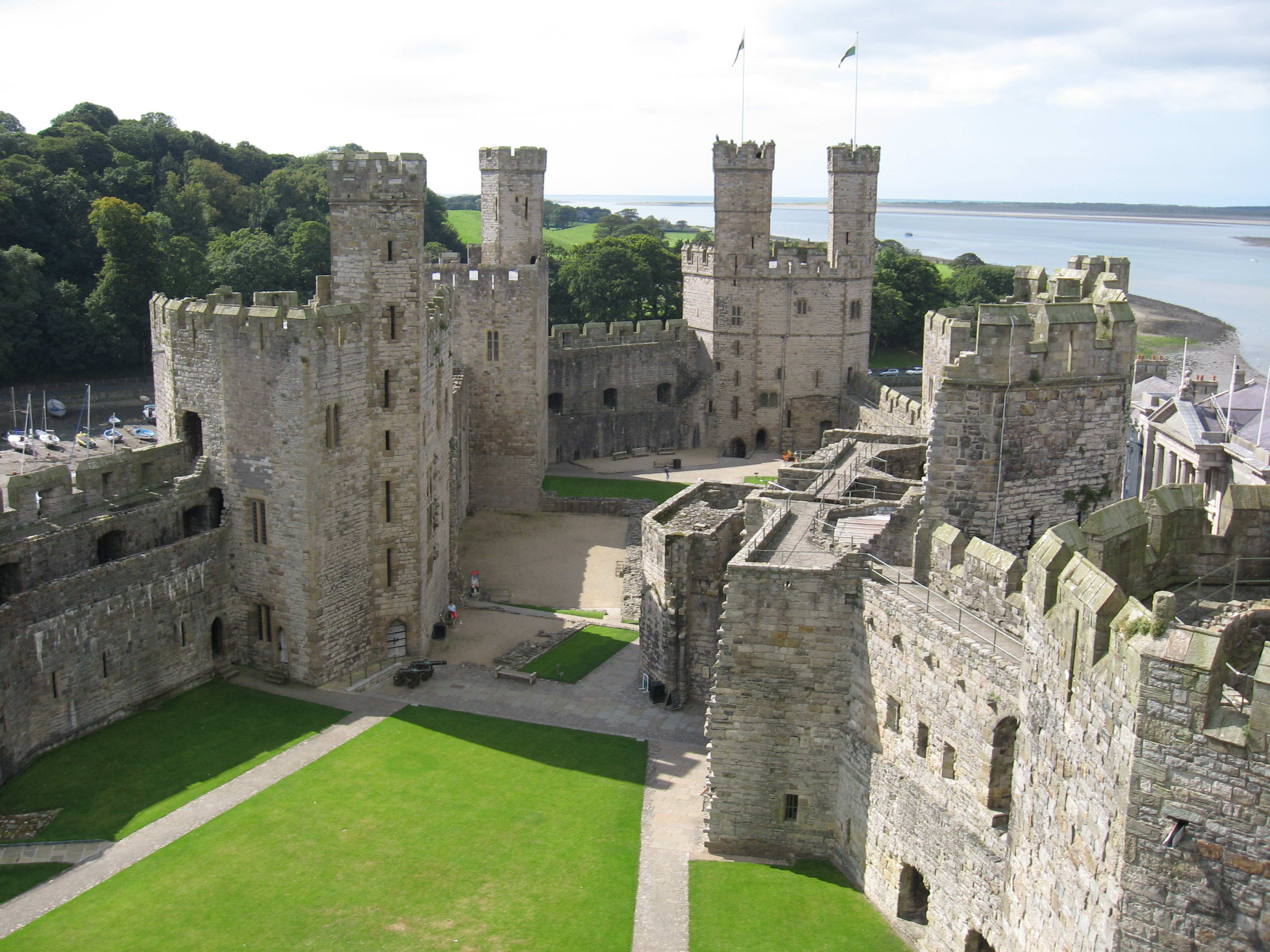
Castello di Caernarfon, uno dei quattro castelli gallesi patrimonio dell'UNESCO.

Dafydd, fratello di Llywelyn (che era stato per breve tempo alleato degli inglesi), dette il via a una ribellione nel 1282. Llywelyn morì nel corso di una scaramuccia. Edoardo spazzò via gli ultimi residui di resistenza, catturando, torturando brutalmente e uccidendo Dafydd nel 1283. Il Galles fu annesso all'Inghilterra con lo Statuto di Rhuddlan (1284) e la guerra terminò nel 1285. Per consolidare le sue conquiste cominciò a costruire una linea di massicci castelli di pietra, che circondavano il principato, tra i quali il castello di Caernarfon.
Infine, nel 1301, Edoardo concesse al suo primogenito il titolo di Principe del Galles. Da quel momento tutti i primogeniti dei vari sovrani inglesi ebbero questo titolo.

### Guerre scozzesi
Edoardo rivolse poi la sua attenzione alla Scozia e il 10 maggio del 1291 i nobili scozzesi riconobbero la sua autorità. Aveva progettato di far sposare suo figlio con la regina bambina Margherita di Scozia, ma quando questa morì, i nobili scozzesi decisero che sarebbe stato il sovrano inglese a scegliere il successore tra i vari pretendenti. Edoardo optò per John Balliol, nella speranza che assecondasse la sua ansia di imporre il suo dominio sulla Scozia. Edoardo convocò Balliol, che gli rese omaggio a Westminster nel 1293. Il sovrano inglese fece capire chiaramente che si aspettava da lui un supporto finanziario e militare per la guerra alla Francia. Ciò però era troppo per Balliol che, nel 1295, strinse un patto di alleanza con la Francia, rafforzato dal fidanzamento del suo erede, Edoardo Balliol con la figlia di Carlo di Valois, il fratello del re di Francia, Filippo IV il Bello. Edoardo considerò quest'alleanza una slealtà e invitò John Balliol a Berwick-upon-Tweed, nel 1296, a rispondere della propria condotta. Balliol non si presentò, ma preparò un esercito per invadere l'Inghilterra.
Edoardo, raccolta una gigantesca armata, devastò Berwick-upon-Tweed massacrandone gli abitanti e poi marciò su Dunbar ed Edimburgo. La pietra del destino fu rimossa dal palazzo di Scone e portata all'abbazia di Westminster. In cinque mesi gli scozzesi furono sconfitti, Balliol deposto e annesso il regno di Scozia: a tutti i lord di Scozia fu chiesto di giurare fedeltà a Edoardo, che regnò sulla Scozia come fosse una provincia, attraverso dei viceré, ma questa posizione fu difficile da mantenere, la guerra continuò a covare sotto la cenere e ogni tanto esplodeva.
L'opposizione si fece sempre più forte obbligando Edoardo a intervenire di continuo (un cronista scrisse che, come la tela di Penelope, ogni inverno distruggeva il lavoro dell'estate). Poi Edoardo fece giustiziare il simbolo di questa ribellione, William Wallace (23 agosto del 1305), che nel 1298 era stato sconfitto nella battaglia di Falkirk, dopo che, nel 1297, aveva ottenuto una grande vittoria nella Battaglia di Stirling Bridge. Comunque, Edoardo non riuscì a portare a termine la completa sottomississione della Scozia. Morì mentre stava conducendo un'altra spedizione contro la Scozia.

### Governo e legge sotto Edoardo I
A differenza del padre, Edoardo si interessò molto delle questioni di governo e fece un certo numero di riforme per salvaguardare i diritti reali e migliorare le leggi e l'amministrazione; convocò il primo parlamento nel 1275 e, con gli statuti di Westminster e poi di Gloucester, si confermarono i privilegi legalizzati, ma si abolirono gli altri, salvo quelli che risalivano molto indietro nel tempo (incoronazione di Riccardo), oppure quelli per cui era stata pagata un'adeguata ammenda. Tuttavia fu solo a partire dal 1295 che il sovrano convocò con una certa regolarità il Parlamento, conferendo ai "comuni" (due rappresentanti per ogni contea e due per ogni borgo o città) la stessa importanza già attribuita a nobiltà e clero. Quest'ultimo è noto come il Parlamento Modello.
Accrebbe l'autorità centrale, secondo la tendenza che si stava sviluppando presso i monarchi del tempo e dovette combattere l'eccessiva ingerenza della chiesa, divenuta troppo potente al tempo del regno di suo padre. Nel 1297, per il mancato pagamento di una tassa imposta dal parlamento, Edoardo mise fuori legge tutto il clero e ne confiscò i feudi secolari.
In Guascogna cercò di dare vita a una amministrazione efficiente e gradita al popolo; concesse diversi favori, soprattutto alla città di Bordeaux, avocando però a sé la nomina del sindaco e pretendendo un giuramento di fedeltà.
Negli ultimi anni del suo regno, creò uno speciale tipo di commissioni giuridiche itineranti (trailbaston commissions), che, secondo alcuni storici, sarebbero state istituite per combattere il disordine e la violenza crescenti.
Inoltre Edoardo riorganizzò l'esercito, da esercito feudale lo trasformò in un esercito di volontari assoldati, aumentando notevolmente la potenza inglese.
Infine, nel 1303, Edoardo promulgò la Charta Mercatoria che, in cambio della promessa di pagare ulteriori tasse sulle merci importate o esportate, concedeva ampi privilegi ai mercanti stranieri; tali privilegi furono sfruttati soprattutto dai mercanti della Hansa, mentre i mercanti inglesi si opposero fermamente a tale norma.

### L'espulsione degli Ebrei
Per finanziare la conquista del Galles, Edoardo tassò gli usurai ebrei, già impoveriti per la politica di sfruttamento seguita da suo padre, Enrico III e da suo nonno, Giovanni d'Inghilterra. Ben presto costoro si trovarono nell'impossibilità di fare fronte alle esose richieste del re, che li fece accusare di slealtà. Già sottoposti a delle restrizioni sui mestieri che potevano svolgere, con limitazioni alla loro libertà di movimento, anche perché ormai i banchieri stranieri avevano cominciato a rendere gli stessi servizi che prima avevano reso gli ebrei indispensabili, questi ultimi videro abolita la possibilità di prestare il denaro. Edoardo, nel 1275, emise lo Statutum de Judaismo o Statuto di Jewry, dove per rendere possibile la vita degli ebrei, Edoardo decise di ridurre le restrizioni e permetteva loro di esercitare altri mestieri come il commercio o l'agricoltura.
L'esperimento non ebbe successo, anche perché agli ebrei non venne garantita la sicurezza del possesso dei terreni e non potevano essere accettati nelle corporazioni dei commercianti, per cui una buona parte di loro tornò all'usura e allora Edoardo decretò che tutti gli usurai ebrei dovessero portare sui vestiti una stella gialla, così da essere identificabili da tutti. Nel corso di questa persecuzione, Edoardo fece arrestare tutti i capi delle famiglie ebree. Trecento di loro furono portati alla Torre di Londra e giustiziati, mentre gli altri furono uccisi nelle loro case. Nel 1290 il re decretò l'espulsione degli ebrei dal regno e la confisca di tutti i loro beni.

### Ultimi anni di regno e morte di Edoardo I

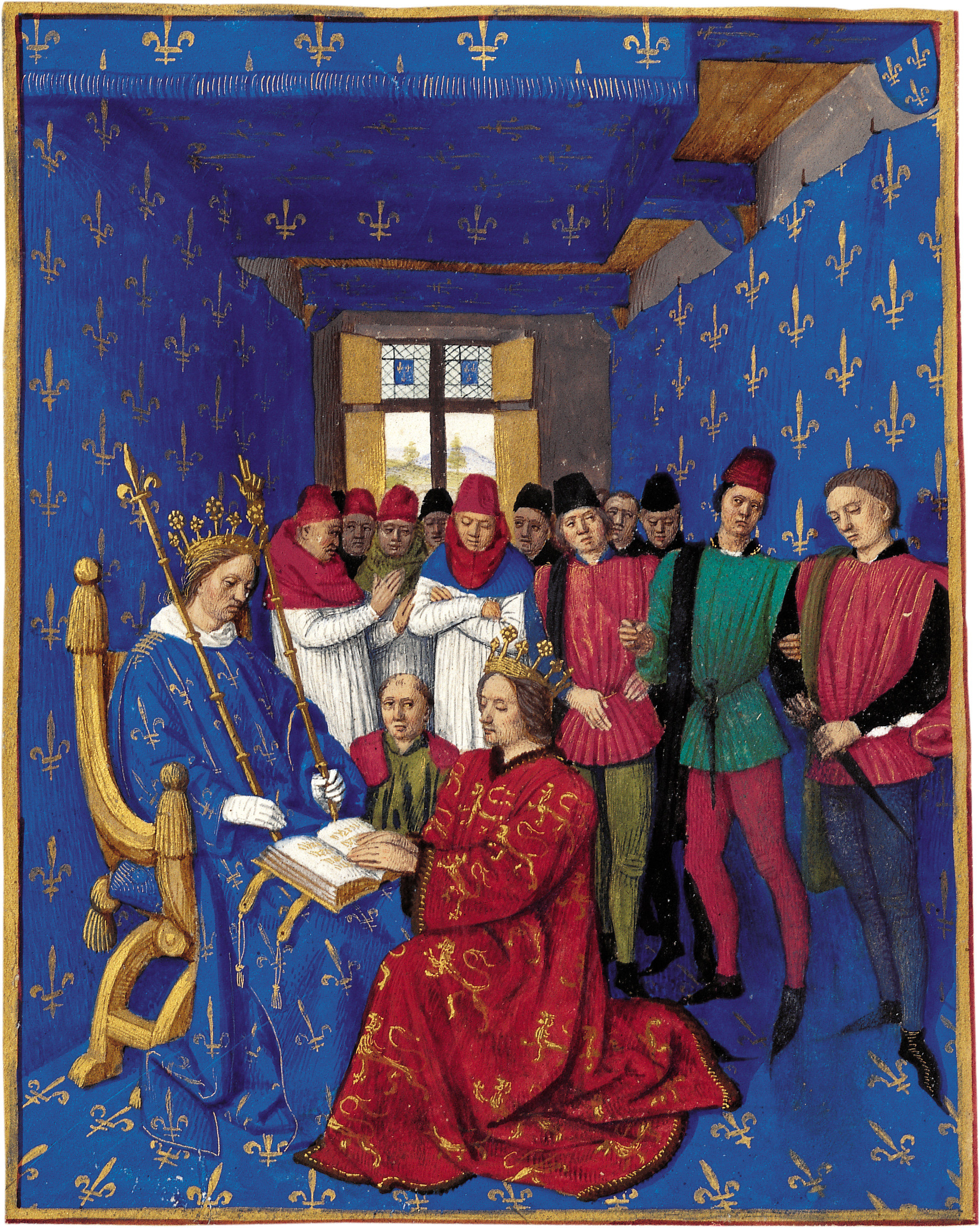
L'omaggio di Edoardo I (inginocchiato) a Filippo il Bello (seduto). Come duca d'Aquitania, Edoardo era vassallo del re di Francia.

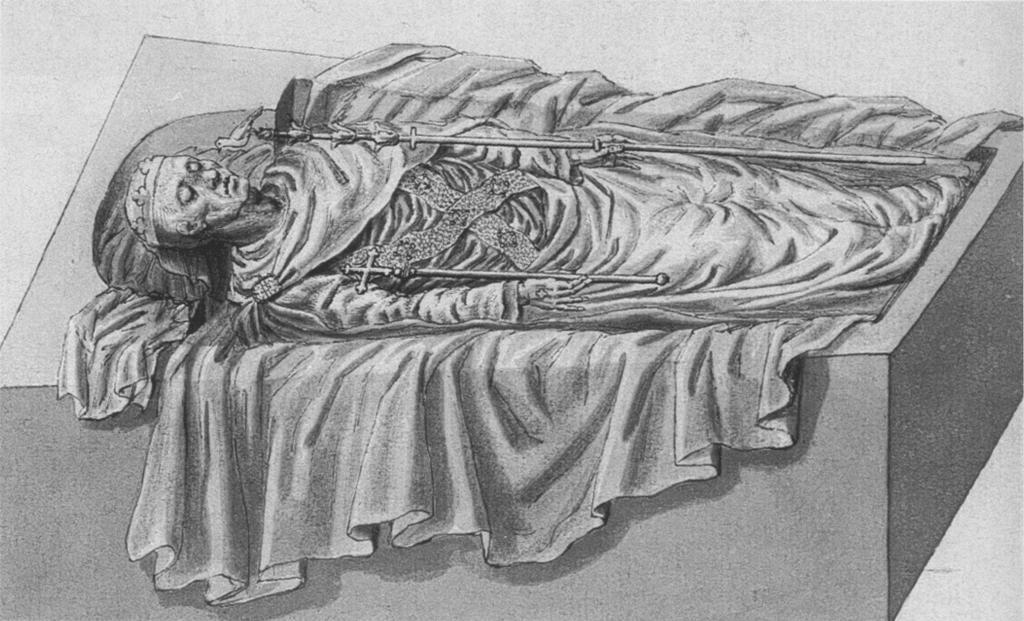
Resti di Edoardo I, da un'illustrazione fatta quando la sua tomba fu aperta nel 1774

Dato che i rapporti tra la Francia e l'Inghilterra non erano più molto buoni e le scaramucce tra marinai anglo-guasconi e francesi (normandi) erano giunte a un notevole livello, il re di Francia Filippo IV il Bello, nel 1294, convocò Edoardo, il suo vassallo, davanti al parlamento di Parigi; Edoardo inviò il fratello, Edmondo che raggiunse un accordo amichevole: durante l'inchiesta, per quaranta giorni, le più importanti fortezze della Guascogna sarebbero passate in mano francese. Ma allo scadere del termine previsto, non solo le fortezze non furono restituite, ma il ducato venne confiscato poiché Edoardo fu considerato contumace; quindi per difendere il ducato, Edoardo fu costretto a fare guerra alla Francia.
Edoardo, con la diplomazia e soprattutto con il denaro, convinse i conti di Gheldria, Brabante, Olanda e Fiandre ad abbracciare la sua causa e inoltre, il 24 agosto dello stesso anno, a Norimberga, strinse un'alleanza con il re dei Romani Adolfo di Nassau contro il re di Francia Filippo IV il Bello. Adolfo per muovere guerra alla Francia ottenne un aiuto di 100.000 marchi e nel 1295 inviò la dichiarazione di guerra. Filippo IV il Bello però fece pressioni sul papa Bonifacio VIII perché frenasse Adolfo, e soprattutto sul rivale di Adolfo per il Sacro Romano Impero, Alberto I d'Asburgo, che portò a un esaurimento delle operazioni belliche della coalizione antifrancese, mentre in Guienna la guerra volgeva a favore delle forze francesi, guidate da Roberto II d'Artois.
L'assassinio del conte Fiorenzo V d'Olanda, a giugno del 1296, permise a Edoardo di intervenire a favore del figlio di quest'ultimo, Giovanni I d'Olanda, che divenne suo genero, a gennaio 1297 e infine Edoardo, nello stesso 1297, attraversò la Manica per unire le sue truppe a quelle del conte delle Fiandre, Guido di Dampierre, ma Roberto II d'Artois batté gli anglo-fiamminghi, il 13 agosto 1297, nella battaglia di Furnes, e, in poco tempo, occupò tutta la contea, a eccezione di Gand, dove si erano rinchiusi Edoardo e Guido. In ottobre fu proclamata una tregua, a Vyve-Saint-Bavon, e iniziarono le trattative di pace, che portarono, nel 1298, a combinare i matrimoni di Edoardo con Margherita di Francia, sorella di Filippo IV il Bello, mentre la figlia di Filippo, Isabella di Francia avrebbe sposato il figlio ed erede di Edoardo I, Edoardo (il futuro Edoardo II); nel 1299, ci fu il matrimonio tra Edoardo I e Margherita e finalmente la pace definitiva fu firmata a Parigi, nel 1303.
Nel 1301 l'erede al trono, Edoardo, era stato fatto conte di Chester e principe di Galles e poi dopo essere caduto in disgrazia, nel 1305, fu investito cavaliere e duca d'Aquitania nel 1306. Morì, infatti, per una forte broncopolmonite nel 1307 a Burgh by Sands nel Cumberland, sul confine scozzese, mentre si apprestava a muovere guerra agli scozzesi guidati da Robert the Bruce. Contrariamente alle sue volontà, fu sepolto nell'abbazia di Westminster. Sul trono salì il figlio Edoardo II d'Inghilterra.

## Carattere di Edoardo

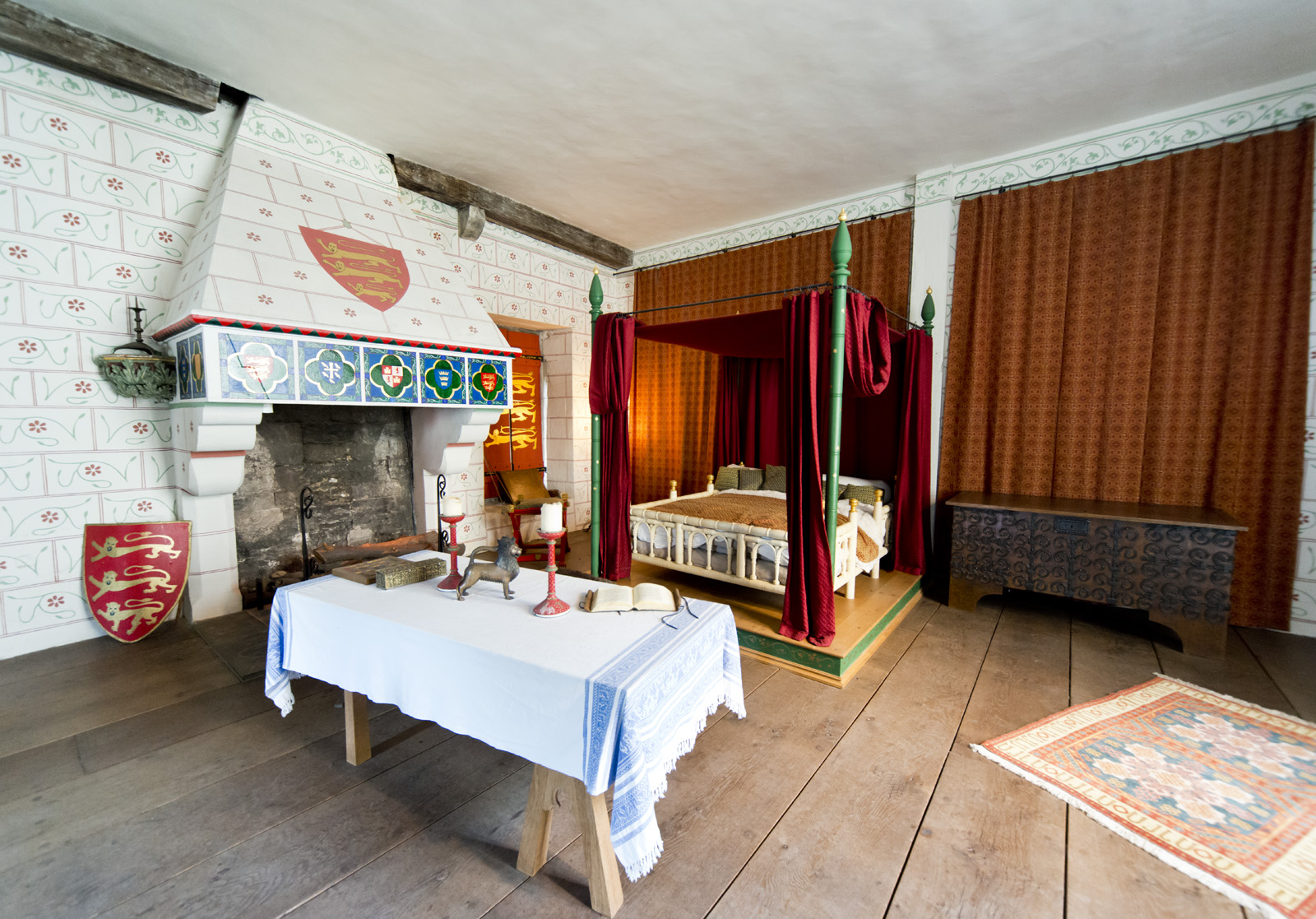
Ricostruzione dell'appartamento di Edoardo I nella Torre di Londra

Il carattere di Edoardo era molto diverso da quello del padre, che regnò utilizzando la politica del compromesso con i suoi avversari. Edoardo I dette prova di grande capacità militare quando sconfisse nella battaglia di Evesham (1265) Simone V di Montfort, quinto Earl (conte) di Leicester, e i baroni da lui guidati. È passato alla storia per la ferocia con cui fu solito trattare ribelli e rivali. Perseguitò spietatamente i membri sopravviventi della famiglia del de Montfort, suoi cugini, e sagacemente i familiari di de Montfort, che, prima della sconfitta, aveva bloccato con le armi Edoardo nel castello di Wallingford e in quello di Kenilworth.
Dalle descrizioni che ci hanno lasciato i suoi contemporanei sappiamo che da giovane fu un ragazzo gracile, di salute cagionevole, crescendo però divenne molto più robusto, abbastanza da guadagnarsi fama d'abile guerriero. Durante le cerimonie Edoardo indossava vesti sontuose ed eleganti, ma abitualmente era solito vestire abiti molto semplici.

## Matrimoni e discendenza

### Matrimonio con Eleonora di Castiglia
Nel 1254 Edoardo I sposò Eleonora di Castiglia, figlia del re di Castiglia Ferdinando III il Santo e di Giovanna di Dammartin, Contessa di Ponthieu. Fu un matrimonio felice e quando Eleonora morì ad Harby Edoardo ne dispose il trasporto della salma a Londra e decretò che dovunque il corteo funebre della salma avesse fatto tappa per la notte, fosse eretta una croce commemorativa; le croci, dette Eleanor crosses (Croci di Eleonora) furono dodici. La salma fu sepolta nell'abbazia di Westminster, tranne che per i visceri, inumati nella cattedrale di Lincoln, e il cuore, inumato nel priorato domenicano di Blackfriars, vicino a quello del figlio Alfonso.
Edoardo ed Eleonora ebbero sedici figli:
- Bianca (Bordeaux, maggio 1255), nata morta;
- Caterina (giugno 1264 - 5 settembre 1264), sepolta nell'Abbazia di Westminster;
- Giovanna (gennaio 1265 - 7 settembre 1265), sepolta nell'Abbazia di Westminster;
- Giovanni (13 luglio 1266 - 3 agosto 1271), sepolto nell'Abbazia di Westminster;
- Enrico (6 maggio 1268 - 16 ottobre 1274);
- Eleonora (18 giugno 1269 - 29 agosto 1298), sposò in prime nozze Alfonso III d'Aragona, e in seconde il conte Enrico III di Bar;
- Giuliana (Palestina, 28 maggio 1271 -Palestina, 5 settembre 1271);
- Giovanna (Acri, aprile 1272 - Suffolk, 7 aprile 1307). Sposò, in prime nozze, Gilberto di Clare, VII conte di Gloucester, e in seconde nozze Rodolfo Morthermer, I barone di Monthermer;
- Alfonso, (Bayonne 24 novembre 1273 - Windsor 19 agosto 1284), sepolto nell'Abbazia di Westminster;
- Margherita (Windsor, 15 marzo 1275 - Belgio, dopo il 1318). Sposò Giovanni II del Brabante;
- Berengaria (1º maggio 1276 - 27 giugno 1278), sepolta nell'Abbazia di Westminster;
- Isabella (gennaio 1278), visse solo pochi giorni;
- Maria (11 marzo 1279 - 29 maggio 1332), suora ad Amesbury, Wiltshire;
- Guglielmo (1280/1281), visse solo pochi giorni;
- Elisabetta (Rhuddlan 7 agosto 1282 - Essex 5 maggio 1316). Sposò in prime nozze Giovanni I, Conte d'Olanda, e in seconde nozze Humphrey de Bohun, 4º conte di Hereford e 3º conte di Essex;
- Edoardo II (25 aprile 1284 - 21 settembre 1327), re d'Inghilterra. Sposò Isabella di Francia.

### Matrimonio con Margherita di Francia
Edoardo, rimasto vedovo di Eleonora nel 1290, nel 1299 sposò in seconde nozze la diciassettenne Margherita di Francia, chiamata "Perla di Francia" dai sudditi inglesi, figlia di Filippo III l'Ardito e Maria di Brabante, dalla quale ebbe tre figli:
- Tommaso (1300 – 1338), conte di Norfolk;
- Edmondo (1301 – 1330), conte di Kent;
- Eleonora (Winchester, 4 maggio 1306 - Amesbury, 1311).

## Ascendenza
|                                    |                        |                         | Genitori                     |  |  | Nonni |  |  | Bisnonni                |  |  | Trisnonni          |  |
|                                    |                        |                         |                              |  |  |       |  |  | Enrico II d'Inghilterra |  |  | Goffredo V d'Angiò |  |
|                                    |                        |                         |                              |  |  |       |  |  | Enrico II d'Inghilterra |  |  | Goffredo V d'Angiò |  |
|                                    |                        | Matilde d'Inghilterra   |                              |  |  |       |  |  | Enrico II d'Inghilterra |  |  |                    |  |
| Giovanni d'Inghilterra             |                        |                         |                              |  |  |       |  |  | Enrico II d'Inghilterra |  |  |                    |  |
|                                    |                        | Eleonora d'Aquitania    | Guglielmo X di Aquitania     |  |  |       |  |  |                         |  |  |                    |  |
|                                    |                        | Eleonora d'Aquitania    | Guglielmo X di Aquitania     |  |  |       |  |  |                         |  |  |                    |  |
|                                    |                        | Eleonora d'Aquitania    | Aénor di Châtellerault       |  |  |       |  |  |                         |  |  |                    |  |
| Enrico III d'Inghilterra           |                        | Eleonora d'Aquitania    |                              |  |  |       |  |  |                         |  |  |                    |  |
|                                    |                        | Ademaro III d'Angoulême | Guglielmo VI d'Angoulême     |  |  |       |  |  |                         |  |  |                    |  |
|                                    |                        | Ademaro III d'Angoulême | Guglielmo VI d'Angoulême     |  |  |       |  |  |                         |  |  |                    |  |
|                                    |                        | Ademaro III d'Angoulême | Margherita de Turenne        |  |  |       |  |  |                         |  |  |                    |  |
| Isabella d'Angoulême               |                        | Ademaro III d'Angoulême |                              |  |  |       |  |  |                         |  |  |                    |  |
|                                    |                        | Alice di Courtenay      | Pietro I di Courtenay        |  |  |       |  |  |                         |  |  |                    |  |
|                                    |                        | Alice di Courtenay      | Pietro I di Courtenay        |  |  |       |  |  |                         |  |  |                    |  |
|                                    |                        | Alice di Courtenay      | Elisabetta di Courtenay      |  |  |       |  |  |                         |  |  |                    |  |
| Edoardo I d'Inghilterra            |                        | Alice di Courtenay      |                              |  |  |       |  |  |                         |  |  |                    |  |
|                                    | Alfonso II di Provenza | Alfonso II d'Aragona    |                              |  |  |       |  |  |                         |  |  |                    |  |
|                                    | Alfonso II di Provenza | Alfonso II d'Aragona    |                              |  |  |       |  |  |                         |  |  |                    |  |
|                                    | Alfonso II di Provenza | Sancha di Castiglia     |                              |  |  |       |  |  |                         |  |  |                    |  |
| Raimondo Berengario IV di Provenza | Alfonso II di Provenza |                         |                              |  |  |       |  |  |                         |  |  |                    |  |
|                                    |                        | Garsenda di Provenza    | Rainou, conte di Forcalquier |  |  |       |  |  |                         |  |  |                    |  |
|                                    |                        | Garsenda di Provenza    | Rainou, conte di Forcalquier |  |  |       |  |  |                         |  |  |                    |  |
|                                    |                        | Garsenda di Provenza    | Gersend di Forcalquier       |  |  |       |  |  |                         |  |  |                    |  |
| Eleonora di Provenza               |                        | Garsenda di Provenza    |                              |  |  |       |  |  |                         |  |  |                    |  |
|                                    |                        | Tommaso I di Savoia     | Umberto III di Savoia        |  |  |       |  |  |                         |  |  |                    |  |
|                                    |                        | Tommaso I di Savoia     | Umberto III di Savoia        |  |  |       |  |  |                         |  |  |                    |  |
|                                    |                        | Tommaso I di Savoia     | Beatrice di Mâcon            |  |  |       |  |  |                         |  |  |                    |  |
| Beatrice di Savoia                 |                        | Tommaso I di Savoia     |                              |  |  |       |  |  |                         |  |  |                    |  |
|                                    |                        | Margherita di Ginevra   | Guglielmo I di Ginevra       |  |  |       |  |  |                         |  |  |                    |  |
|                                    |                        | Margherita di Ginevra   | Guglielmo I di Ginevra       |  |  |       |  |  |                         |  |  |                    |  |
|                                    |                        | Margherita di Ginevra   | Beatrice di Faucigny         |  |  |       |  |  |                         |  |  |                    |  |
|                                    |                        | Margherita di Ginevra   |                              |  |  |       |  |  |                         |  |  |                    |  |